# Granhult
Granhult (Samisch: Kuoassahuornas, Fins: Kuusihuornanen) is een dorp binnen de Zweedse gemeente Gällivare. Het dorp is gelegen op een smalle verbindingsweg tussen Nilivaara en Ullatti. Het dorp ligt op 250 meter boven zeeniveau.
Äijävaara · Alapää · Alavaara · Allavaara · Arro · Avvakko · Björkberget · Bönträsk · Dokkas · Fjällnäs · Flakaberg · Gällivare · Granhult · Grenselet · Grodberget · Hakkas · Härkmyran · Hornberg · Joentaus · Jutsavare · Kaalasluspa · Kääntöjärvi · Kaartijärvi · Kaartirova · Kaitum · Kattån · Keskijärvi · Killingi · Kilvo · Kilvokielinen · Koskivaara (Nattavaara) · Koskivaara (Skröven) · Koskullskulle · Kuolpa · Leipojärvi · Liikavaara · Lillsaivis · Linaälv · Malmberget · Mäntyvaara · Mårdudden · Markitta · Mettä Dokkas · Moskojärvi · Mukkavaara · Muorjevaara · Nattavaara · Nattavaara By · Neitiskaite · Neitisuanto · Nilivaara · Njarka · Norsivaara · Pahtopalo · Pålkem · Palo · Palohuornas · Pauki · Polcirkeln · Puoltikasvaara · Purnu · Purnuvaara · Raatukkavaara · Rantavaara · Ripats · Ruutti · Saanio · Sadjem · Saivorova · Sakajärvi · Sammakko-Lillberget · Sangervaara · Särkivaara · Sarvisvaara · Satter · Sjisjka · Skaulo · Skröven · Solberget · Soutujärvi · Storberget · Storsaivis · Stråberget · Suorvanen · Tidnokenttä · Tjautjas · Torasjärvi · Torrivaara · Ullatti · Urtimjaur · Vähävaara · Valtio · Vassaraträsket · Vettasjärvi · Vuottas · Yrttivaara